# Julia Costa
Julia Costa Coderch (Barcelona, 24 de abril de 1948) es una escritora catalana. Es maestra jubilada y licenciada en Humanidades.
Nació en el barrio barcelonés de Poble sec, donde todavía reside en la actualidad. Ha publicado diversos libros de poesía, así como narrativa juvenil y para adultos. 

## Obra
- Enmig d'orats i savis (Entre locos y sabios). 1993
- Ombres (Sombras). 1994
- Retorn a les boires (Regreso a las nieblas). 1994.
- Els tocaboires a l'Hospitalet (Los "tocaboires" en el Hospitalet). 1994
- Rondalla del camí (Rondalla del camino). 1998
- Indrets i camins (Lugares y caminos). 2005
- La pols dels carrers (El polvo de las calles). 2006
- La descomposició de la llum (La descomposición de la luz). 2007
- L'inici del capvespre (El inicio del atardecer). 2009*
- La cendra dels anys (La ceniza de los años). 2010
- L'extraordinària vida de'n Tomeu Valent (2021)
- El Parc i les Ombres (2019)
- La Merienda (2022)

## Premios
- Premio Francesc Candel de narrativa histórica.
- Premio de poesía Hilari d'Arenys, con el libro "Passeig" (Paseo).
- Premio Andreu Trias de poesía.
- Premio de poesía Joescric.com.
- Premi de poesía Radio Molins de Rey.
- Premio Olga Xirinacs de novela.
- Finalista de los premios Sant Jordi, Victor Catalá y Joaquim Ruyra.
- Accésit en el premio Pere Calders.